# Aree naturali protette del Madagascar

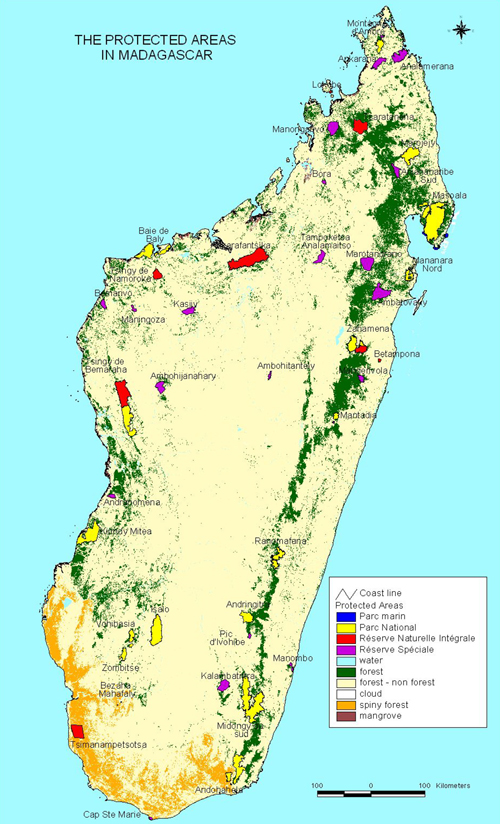
Ubicazione delle aree naturali protette del Madagascar

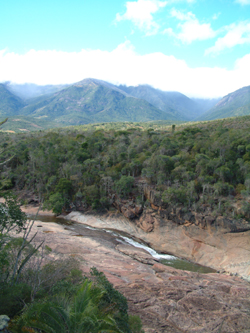
Parco nazionale di Andohahela

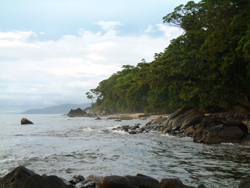
Parco nazionale di Masoala

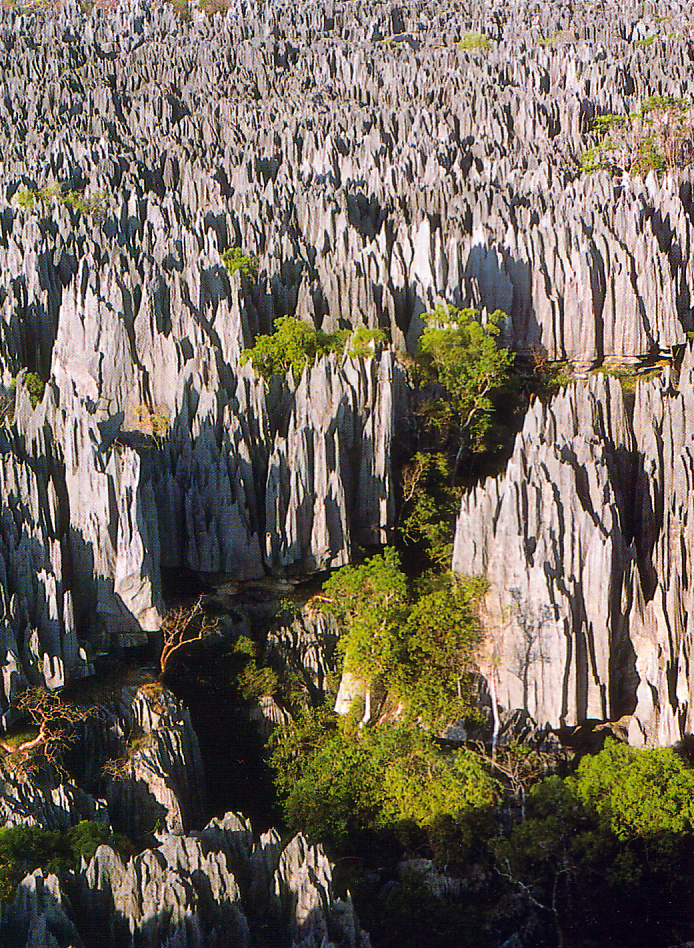
Parco nazionale Tsingy di Bemaraha

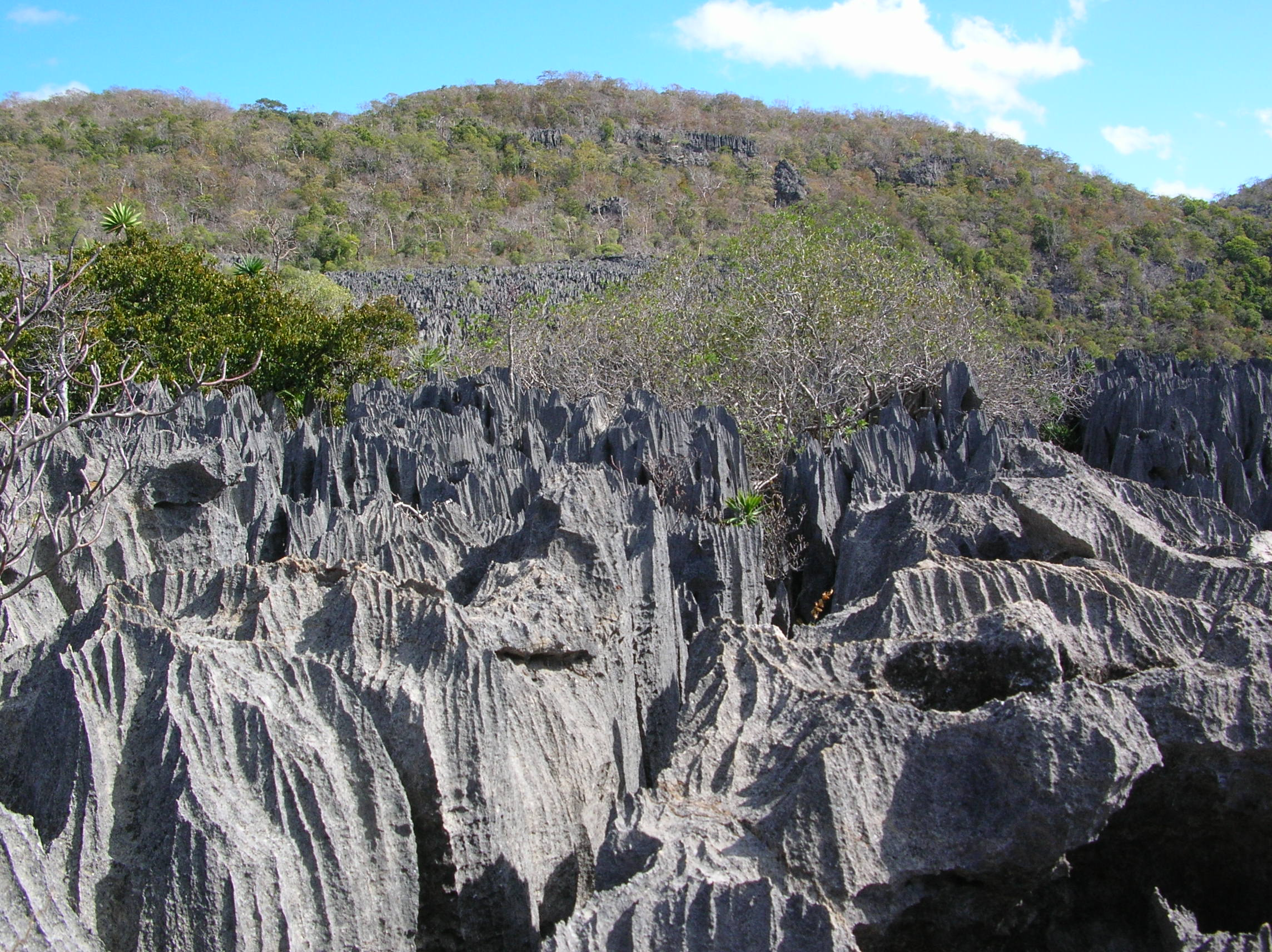
Riserva speciale dell'Ankarana

La rete delle Aree naturali protette in Madagascar, gestita dalla Association Nationale pour la Gestion des Aires Protégées (ANGAP), comprende tre differenti categorie di aree protette:
- Riserve naturali integrali (RNI) (IUCN category I A)
- Parchi nazionali (PN) (IUCN category II)
- Riserve speciali (RS) (IUCN category IV).

Alcune di queste aree sono state inserite nel 2007 tra i Patrimoni dell'umanità dell'UNESCO.

## Patrimoni dell'umanità
- Foreste pluviali di Atsinanana
- Riserva naturale integrale Tsingy di Bemaraha

## Riserve naturali integrali
IUCN category I A
- Riserva naturale integrale di Betampona
- Riserva naturale integrale di Lokobe
- Riserva naturale integrale dello Tsaratanana
- Riserva naturale integrale Tsingy di Bemaraha
- Riserva naturale integrale Tsingy di Namoroka
- Riserva naturale integrale di Zahamena

## Parchi nazionali
IUCN category II
- Parco nazionale di Andasibe-Mantadia (noto anche come Riserva del Perinét)
- Parco nazionale di Andohahela
- Parco nazionale di Andringitra
- Parco nazionale di Ankarafantsika
- Parco nazionale della Baia di Baly
- Parco nazionale dell'Isalo
- Parco nazionale di Kirindy-Mitea
- Parco nazionale di Mananara Nord
- Parco nazionale di Marojejy
- Parco nazionale di Masoala
- Parco nazionale di Midongy del Sud
- Parco nazionale della Montagna d'Ambra
- Parco nazionale marino di Nosy Atafana
- Parco nazionale di Ranomafana
- Parco nazionale di Tsimanampetsotsa
- Parco nazionale Tsingy di Bemaraha
- Parco nazionale di Zahamena
- Parco nazionale di Zombitse-Vohibasia

## Riserve speciali
IUCN category IV
- Riserva speciale di Ambatovaky
- Riserva speciale di Ambohijanahary
- Riserva speciale di Ambohitantely
- Riserva speciale di Analamazaotra
- Riserva speciale di Analamerana
- Riserva speciale di Andranomena
- Riserva speciale di Anjanaharibe Sud
- Riserva speciale dell'Ankarana
- Riserva speciale di Bemarivo
- Riserva speciale di Bezaha Mahafaly
- Riserva speciale di Bora
- Riserva speciale di Cap Sainte Marie e Faux Cap
- Riserva speciale della Foresta d'Ambra
- Riserva speciale di Kalambatritra
- Riserva speciale di Kasijy
- Riserva speciale di Mangerivola
- Riserva speciale di Maningoza
- Riserva speciale di Manombo
- Riserva speciale di Manongarivo
- Riserva speciale di Marotandrano
- Riserva speciale di Nosy Mangabe
- Riserva speciale di Pic d'Ivohibe
- Riserva speciale di Tampoketsa-Analamaintso

## Aree marine protette
- Parco nazionale marino di Nosy Antafana
- Parco nazionale marino di Nosy Tanikely
- Parco marino di Nosy Hara
- Parco nazionale Sahamalaza - isole Radama
- Parco marino Tampolo, Parco marino Masoala, Parco marino Tanjona - vedi Parco nazionale di Masoala

## Altre aree
- Palmarium di Akanin'ny Nofy (privata)
- Riserva di Analabe (privata)
- Riserva naturale di Berenty (privata)
- Riserva naturale Reniala (privata)